# Joseíto Mateo

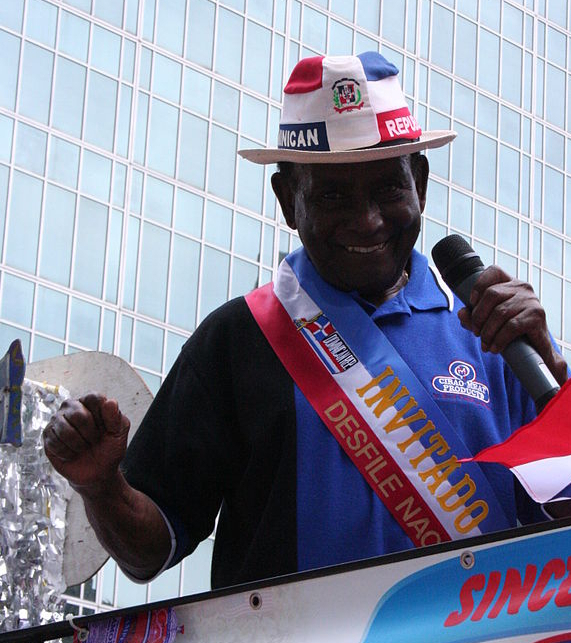
Joseíto Mateo (2009)

José Tamárez „Joseíto“ Mateo (* 6. April 1920 bei San Isidro; † 1. Juni 2018 in Santo Domingo) war ein dominikanischer Sänger, der als El Rey del Merengue („Der König des Merengue“) bekannt war.

## Karriere
Mateo wurde in den 1940er Jahren mit dem Merengue El negrito del batey berühmt, den Héctor J. Díaz und Medardo Guzmán für ihn geschrieben hatten. Mitte der 1950er Jahre kam er nach Havanna, wo ihn Alberto Beltrán in die Gruppe Sonora Matancera einführte. Er trat mit der Gruppe in Nachtclubs und im Fernsehen auf und nahm mit ihr u. a. Luis Kalaffs Amor sin esperanza auf.
1962 hatte Mateo Erfolg mit den Merengues Eres todo von R. Burgos und Noche de angustia von Victor Cordero Gonzales, die er beide mit dem Orchester von Angel Bussi aufführte. Im selben Jahr entstand seine erste LP mit der El Gran Combo aus Puerto Rico. Bei der New Jersey Cuban Parade 2006 wurde Mateo mit einem Stern im Celia Cruz Park geehrt.

## Diskographie (Auswahl)
- Canto y yo pongo la musica
- El rey
- Cana brava
- Reserva musical